# Accuse di uso della magia e dei jinn da parte di Israele
Le accuse sull’uso di magia e jinn da parte di Israele sono considerate da alcuni come teorie del complotto diffuse certi media iraniani e arabi, nonché presenti in discorsi religiosi e politici. Tali teorie sostengono che Israele farebbe uso di forze soprannaturali – come magia, jinn (esseri spirituali della tradizione islamica) o pratiche esoteriche – nell’ambito di operazioni d’intelligence o di sicurezza. Tali narrazioni vengono a volte utilizzate per spiegare il successo inaspettato di alcune operazioni israeliane, come omicidi mirati, smantellamento di reti spionistiche o missioni segrete.

## Discorso iraniano

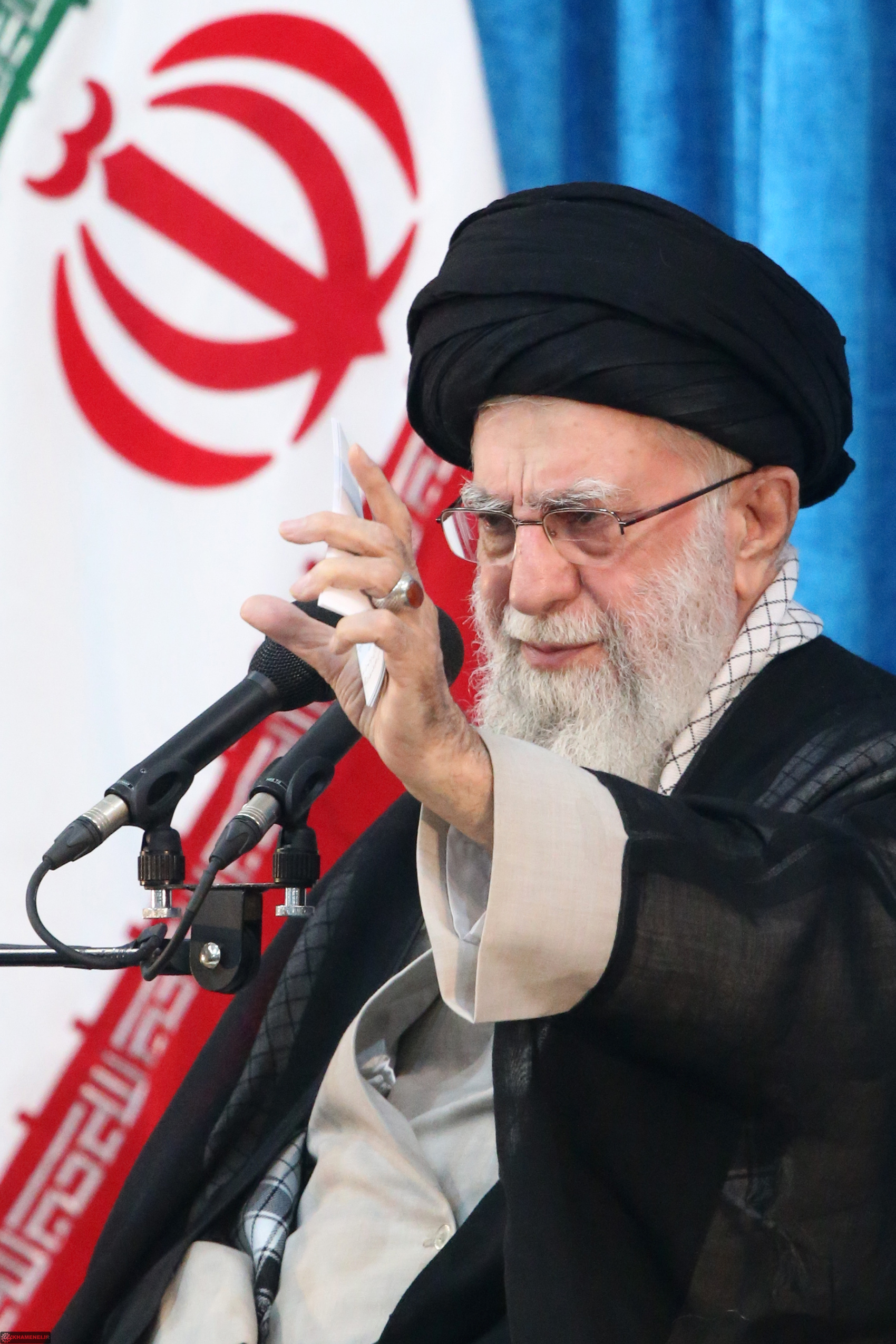
Ali Khamenei che intrattiene in uno dei discorsi del 4 giugno 2025

In Iran sono frequenti le affermazioni sull’impiego presunto di poteri soprannaturali da parte di Israele, che si inseriscono anche in un contesto politico-religioso più ampio, e vengono spesso diffuse da figure religiose conservatrici, commentatori e media affiliati al regime.
La Guida Suprema della Repubblica Islamica, l’Ayatollah Ali Khamenei, ha dichiarato nel suo discorso per il Nowruz del 22 marzo 2020 che esisterebbe un’alleanza tra nemici appartenenti al "mondo degli uomini e dei jinn" contro la Repubblica Islamica – una formulazione interpretata da alcuni osservatori come un riferimento a minacce soprannaturali.
Il giornalista conservatore Abdollah Kanji ha affermato sulla rete social X (ex Twitter) che nel luglio 2025 sarebbero stati scoperti a Teheran scritti misteriosi con simboli ebraici, potenzialmente legati a pratiche occulte.
Nel 2024, Mostafa Karami, ricercatore di religione, ha dichiarato che "le forze sioniste possiedono da tempo conoscenze per manipolare i jinn e dispongono di un esercito segreto demoniaco".
L’influente conferenziere e commentatore Ali Akbar Raefipour ha dichiarato nel 2024 che il Mossad disporrebbe forse di un’unità specializzata nell’impiego dei jinn, già attiva nel 2006 durnate la Seconda Guerra del Libano.
Nel 2014, Valiollah Naqipourfar, altro esponente del mondo rleigioso sciita e considerato un "esperto di jinn", ha affermato che Israele avrebbe cercato di infiltrare i servizi segreti iraniani e quelli dei suoi alleati impiegando dei jinn – tentativo che, secondo lui, sarebbe fallito.

## Ricezione nel mondo arabo
In vari Paesi arabi sono diffuse narrazioni simili secondo cui lo Stato di Israele utilizzerebbe mezzi soprannaturali per compiere operazioni militari o d’intelligence. Tali affermazioni appaiono in articoli, commenti o narrazioni popolari.
Nel 2020, il saggista algerino Omar Belkadhi ha affermato in un articolo che Israele conduce una "guerra magica contro l’Islam", riferendosi a una "guerra occulta condotta dagli ebrei" – espressione che richiama stereotipi antisemiti classici.
Durante l’operazione militare israeliana Scudo del Nord (2018), alcuni media arabi hanno riportato che Israele avrebbe usato metodi soprannaturali per localizzare i tunnel di Hezbollah ed eliminare i suoi leader. In questo contesto, un rapporto iraniano riporta inoltre che un rabbino esperto in kabalah avrebbe localizzato dei tunnel senza l’uso di strumenti tecnologici – presentato come esempio di impiego "magico".
In altri riferimenti nei media arabi si menziona anche l'espressione "Pulsa de-Nura" (che in aramaico significa "colpo di luce") e si riferisce a una presunta maledizione mortale che verrebbe usata per eliminare i nemici di Israele.